# Chiesa di Santa Regina
La chiesa di Santa Regina si trova a Siena, nell'omonima frazione.

## Storia e descrizione
Rappresenta un compiuto esempio di architettura romanica senese.
Nell'interno è stata ripristinata la struttura più arcaica con la distruzione degli altari barocchi che l'avevano ornata fino alla metà del Novecento.
Le pareti a grosse pietre sono parzialmente ricoperte da affreschi quattrocenteschi.
Sull'altare maggiore era stata collocata la pala raffigurante la Madonna col Bambino e i santi Regina, Caterina e Bernardino (oggi spostata sul lato destro), dipinta nel 1635 da Astolfo Petrazzi; per lo stesso altare era stato intagliato e dipinto con Storie del Martirio di santa Regina il gradino ligneo col tabernacolo (oggi conservato in sagrestia), commissionato nel 1632 dal parroco Girolamo Palmieri.